# Lebens-Geschichte des Bergarbeiters Alphons S.
Lebens-Geschichte des Bergarbeiters Alphons S. ist ein Dokumentarfilm in acht Teilen von Gabriele Voss und Christoph Hübner.

## Inhalt
Es handelt sich um ein biographisches Interview in acht Teilen von Alphons Stiller. Im Film erzählt der Bergarbeiter Alphons S. seine Lebensgeschichte, die zugleich Zeitgeschichte ist. Sie beginnt mit den ersten Erinnerungen an die Kindheit Im Saarland, später im Ruhrgebiet. Alphons S. wird Lehrling im Bergbau, arbeitet dann als Kohlehauer untertage. In den Jahren der Weltwirtschaftskrise wird er arbeitslos, zieht als „Tippelbruder“ durch Deutschland. Schließlich findet er wieder Arbeit als Schnitter auf den mecklenburgischen Gütern, bis er als Bausoldat zum Kriegsdienst einberufen wird.

### Kapitel
| Filmteil | Kapitel                                            | Inhalt |
| -------- | -------------------------------------------------- | --- |
| 1        | Frühe Kindheit im Saargebiet (1906–1910)           | Die häuslichen Verhältnisse / Vom frühen Tod der Mutter / Die Stiefmutter / Umsiedlung ins Ruhrgebiet |
| 1        | Im Ruhrgebiet (ab 1910)                            | Vom Leben In den Kolonien / Die „Pollacken“ / Die mitgebrachten, ländlichen Gewohnheiten |
| 1        | Schulzeit und Erster Weltkrieg (1912–1918)         | Wie die Kinder den Krieg in der Schule erlebten / Von der Kriegsbegeisterung und den gefallenen Söhnen / Von Kriegsanleihen und schwarz-weiß-roten Nägeln / Von der Not, die erfinderisch macht |
| 2        | Der Krieg ist aus (1918–1920)                      | Wie die Soldaten nach Hause kommen / Von den Lehrern, die heimkehren / Von ihren gegensätzlichen Schlussfolgerungen aus dem Krieg |
| 2        | Kapp-Putsch (1920)                                 | Ausschnitthafte Erinnerungen eines 14-Jährigen / Von den Versäumnissen der Sozialdemokratie |
| 2        | Arbeit im Bergbau (1920–1923)                      | Als 14-jähriger Im Übertagebetrieb / Als 16-jähriger auf Nachtschicht untertage / Die verlorenen Errungenschaften von 1918 / Tarifverträge damals / Vom ersten Verdienst / Inflationszeit / Von den „Alldeutschen“ und der Verunglimpfung der Juden schon 1923 |
| 3        | Die Ruhrbesetzung durch die Franzosen (1923)       | Der passive Widerstand gegen die französische Besatzung / Die Erfolglosigkeit der Aktionen / Von den Auseinandersetzungen mit der Stiefmutter und vom Verlassen des Elternhauses |
| 3        | Auf einer Mühle im Saargebiet (1923–1925)          | Arbeit auf einer Mühle / Beziehungen zu Mädchen / Vom Sohn des Müllers und vom Lesen in seinen Büchern |
| 3        | Auf der Zeche Frankenholz (1925)                   | Eine Zeche auf dem Lande / Von der christlichen Gewerkschaft und den „Radfahrern“ / Fristlose Entlassung / Vom Entschluss, auf die Tippelei zu gehen |
| 4        | Auf der Tippelei (1925 / 26)                       | Das Leben auf der Landstraße / Vom Strandgut der Gesellschaft und den Menschen, die damals unterwegs waren / Vom englischen Bergarbeiterstreik, dem Verhalten der deutschen Gewerkschaften und der Chance, wieder einen festen Arbeitsplatz zu bekommen |
| 4        | Wieder Im Ruhrgebiet (1926–1928)                   | Das Unglück des Vaters / Vom besseren Verdienst und dem Sich-Sehen-Lassen-Können / Die „goldenen“ zwanziger Jahre / Von innergewerkschaftlichen Auseinandersetzungen und ersten Kontakten zur Arbeiterbewegung / „Linksradikalismus“ und die Entstehung politischen Bewusstseins                                                                                      |
| 5        | Sechs Wochen Im Aachener Kohlerevier (1928)        | Nasse Gruben und wenig Lohn / Eine gewisse Straße in Aachen |
| 5        | In Berlin (1928/29)                                | Warum man in Berlin ganz einfach nicht auf den Hund kommen konnte / Vom Schlesischen Bahnhof, den Vorschnittern und der ersten Frau |
| 5        | Auf den Gütern (ab 1929)                           | Die erste Stelle bei Neuruppin / Vom Bohnendreschen, dem Oberleutnant und einer gescheiterten Arbeitsniederlegung / Die zweite Stelle Im havelländischen Luch: eine große Milchproduktion / Wechsel auf das dritte Gut |
| 6        | Zunahme der Nazis auf dem Lande (1930–1933)        | Die Geburt des ersten Sohnes und das Sesshaft-Werden / Von der Verschlechterung der wirtschaftlichen Lage / Die Entwicklung bei den Wahlen / Der Einstieg in das politische Leben / Von der Konfrontation unter Arbeitern |
| 6        | Nach der Machtübernahme (ab 1933)                  | Die letzte Saalschlacht und die Machtübernahme / Von der Schutzhaft, die vor den Nazis nicht schützt / Das Gründen von Sportvereinen und ein folgenreiches Interview / Von den Massenorganisationen der Nazis auf dem Lande |
| 7        | Exkurs: Wie konnte der Faschismus so stark werden? | Die propagandistischen Reden, die sich so gut und vernünftig anhörten / Von den Arbeitern und der nationalsozialistischen deutschen Arbeiterpartei / Die ganz legale Machtübernahme / Die Gelder der Großindustrie / Vom praktischen Nutzen der Judenverfolgung / Der Kampf gegen den Inneren Feind und die allgemeine Gleichschaltung / Versäumnisse von SPD und KPD |
| 8        | Der alltägliche Faschismus (1933–1939)             | Die Geburt der Tochter und der Boxkampf zwischen Schmeling und Joe Louis / Vom Volksempfänger und den Führerreden / „Schachern“ mit einem Juden und die Folgen / Der 1. Mai 1938 und den Führer um Verzeihung bitten / Vom Spitzelsystem und den „Feinden des Volkes“ / Das große Misstrauen / Von den Schwierigkeiten des Widerstands                                |

## Auszeichnungen
- Adolf-Grimme-Preis 1980